# コンスタンチン・セロスラヴィチ
コンスタンチン（クスニャティン）・セロスラヴィチ（ロシア語: Константин(Кснятин) Серославич）は12世紀のガーリチ公国のボヤーレ（貴族）である。
1157年、ガーリチ公ヤロスラフによって、ヤロスラフの同盟者のユーリー・ドルゴルーキー（当時キエフ大公）のいるキエフへ派遣された。それはイヴァン（かつてガーリチ公位受領を主張して軍を起こしており、この時ユーリーの下で軍司令官となっていた。）の引渡しを求める使者としての派遣だったが、イヴァン擁護派によって身柄の確保には失敗した。
1170年、ダヴィドの篭城するヴィシゴロドを攻撃するムスチスラフの助勢として、ガーリチ軍を率いて参戦した。いくつかの史料によれば、ダヴィドの買収に乗ったコンスタンチンは、ガーリチ公ヤロスラフの名で撤退の勅令を偽造し、無断で軍を撤退させたという。
1171年、ヤロスラフが妻のオリガと不和になり、オリガやボヤーレを圧迫し始めると、コンスタンチンはオリガの側に立ち、オリガらと共にポーランドへ向かった。ポーランドから帰還した際には、不和の元となったヤロスラフの愛人のナスターシヤ（アナスタシヤ）はボヤーレによって火あぶりとなった。